# Mykoła Palijczuk
Mykoła Palijczuk (ukr. Микола Васильович Палійчук) (ur. 17 sierpnia 1971 w Worochcie) — ukraiński samorządowiec, przedsiębiorca i urzędnik państwowy, wieloletni radny i burmistrz Jaremcza (1998—2007), przewodniczący Iwanofrankiwskiej Obwodowej Administracji Państwowej (od 2007).
W 1995 uzyskał wykształcenie ekonomiczne w Akademii Gospodarki Narodowej w Tarnopolu. W 2004 ukończył studia prawnicze na Uniwersytecie Przykarpackim im. W. Stefanyka, a rok później Narodową Akademię Administracji Państwowej przy Prezydencie Ukrainy. Od 1996 do 2002 prowadził prywatny biznes w Jaremczu. W marcu 1998 objął mandat radnego w Jaremczu, który sprawował do 2002, kiedy objął obowiązki burmistrza miasta (do jesieni 2007). W marcu 2006 bez powodzenia kandydował w wyborach do Rady Najwyższej Ukrainy. Od grudnia 2006 zasiadał w Radzie Naczelników Miast przy Prezydencie Ukrainy. 31 października 2007 rozpoczął urzędowanie jako gubernator iwanofrankiwski.